# Ibn al-Saffar
Abu al‐Qasim Ahmad ibn Abd Allah ibn Umar al‐Ghafiqī ibn al-Saffar al‐Andalusi (Córdoba, ? - Dénia, 1035), beter bekend als Ibn al-Saffar (Arabisch: ابن الصَّفَّار), was een Spaans-Arabische astronoom in Al-Andalus.

## Biografie
Ibn al-Saffar was afkomstig uit de school van Maslama al-Majrati en in zijn geboortestad Córdoba onderwees hij wetenschappen. Hij was een expert op het gebied van rekenkunde, geometrie en astronomie. Door de burgeroorlog die in de elfde eeuw in Al-Andalus uitbrak was Ibn Al-Saffar genoodzaakt om te verhuizen naar Dénia.

## Wetenschap
Ibn al-Saffar schreef een recensie over Al-Chwarizmi's Sindhind, waarvan twee Latijnse vertalingen zijn overgeleverd. Het bekendste werk van Al-Saffar was een verhandeling over het gebruik van het astrolabium. Dit boek werd tot in de vijftiende eeuw door de Europese wetenschappers gebruikt. Johannes Hispalensis en Plato Tiburtinus waren verantwoordelijk voor de vertaling naar het Latijn.
Daarnaast ontwierp Ibn al-Saffar ook de oudste overlevende islamitische zonnewijzer en deze wordt bewaard in het Museo Etnológico y Arqueológico de Córdoba.

## Vernoemingen
De exoplaneet Saffar, ook bekend als de Upsilon Andromedae b, is naar hem vernoemd. Ook het eiland Saffar Island bij Antarctica is naar Ibn Al-Saffar vernoemd.
- Bibliothèque nationale de France: cb16618462t (data)
- Gemeinsame Normdatei: 136206824
- International Standard Name Identifier: 0000 0000 5853 9632
- Virtual International Authority File: 80591625
- WorldCat: E39PBJfGXpcFT7TtJMBQ46KPQq